# Johannes von Botzheim
Johannes von Botzheim (* um 1480 in Achern; † 28./29. März 1535 in Überlingen) auch: Abstemius, war ein deutscher Humanist.

## Leben
Johannes von Botzheim entstammte dem Adelsgeschlecht Botzheim. Er wurde als Sohn des Amtmannes Michael, der um 1519 starb, und dessen Frau Anna Eycher um das Jahr 1480 in Achern geboren und studierte an den Universitäten Heidelberg (ab 1496) sowie Bologna (seit 1500). Nachdem er 1504 zum Doktor des Kirchenrechts promoviert wurde, zog er zurück in seine Heimat. Dort erhielt er eine Stelle als Vikar am Straßburger Münster. Im Jahr 1510 erhielt er in Konstanz die Pfründe eines Domherren. In dieser Zeit freundete er sich mit Erasmus von Rotterdam und weiteren Gelehrten an. Ferner war von Botzheim zunächst noch für Martin Luther und schrieb diesem um das Jahr 1520 herum Briefe, distanzierte sich jedoch später von ihm. 1526 wurden in Konstanz im Jahre der Reformation sowohl Bischof wie auch Domkapitel abgeschafft, sodass von Botzheim wegen seiner Verbannung nach Überlingen auswanderte. Dort starb er am 28. oder 29. März 1535 an einer Epidemie.